# 中博史
中 博史（なか ひろし、1960年11月19日 - ）は、日本の声優、俳優。大分県別府市出身。賢プロダクション所属。本名は中村 博昭（なかむら ひろあき）。

## 略歴
大分県立芸術短期大学附属緑丘高等学校（現：大分県立芸術緑丘高等学校）卒業後、俳優を目指して大分から上京して劇団に所属。
舞台『夜明けに消えた』で出会った俳優の坂本長利に師事したことがきっかけで声優を目指した。
バオバブ学園（現：ビジュアル・スペース俳優養成所）3期生。ぷろだくしょんバオバブに2012年1月まで所属していた。同年2月1日よりメディアフォース所属。2014年2月17日付けで賢プロダクションに移籍。
アプトプロ付属養成所の講師や劇団ヘロヘロQカムパニーの舞台に客演として多数出演している。

## 人物・特色
声種はやや低め、老け声。方言は大分弁。
声優としては、外画吹き替え、アニメで活躍。
19歳の時の初舞台で80代の老け役を演じており、若い頃から老け役を演じることが多い。
テレビアニメ『ONE PIECE』ではモンキー・D・ガープ役を演じているが、ゲストでキャスティングされたため、オーディションはなかった。しかしそのようないかつい役を演じることが少なかったため、「どうしよう」と思っており、それまで『ONE PIECE』を読んだこともなかったという。ガープについてリサーチしていたところ、子供の頃に見ていた『巨人の星』で、八奈見乗児が演じていた伴宙太がパッと浮かんだ。その時に「八奈見さんがガープをもしやるなら、どう演じるだろう」と想像しており、自身の中では、ガープは伴宙太と語る。
趣味はイラスト画、散歩。

## 出演
太字はメインキャラクター。

### テレビアニメ
1987年
- マンガ日本経済入門（兵士1）

1988年
- ミスター味っ子（1988年 - 1989年、サラリーマン、客B、常連客D、魚屋、寿司春 他）

1989年
- おぼっちゃまくん（1989年 - 1991年、登山者A、植物D、管制官 他）
- 機動警察パトレイバー（犯人）
- シティーハンター シリーズ（1989年 - 1996年、殺し屋A、警備員B、ファンC、ファンA、手下A、組員B） - 2シリーズ + 特別編
- ジャングルブック・少年モーグリ（男B、サルA、オオカミB、スイギュウ、オオカミA、オオカミ、ログの子分、マハアリ、村人たち、クルク・兄）
- 獣神ライガー（男B、不良A）
- それいけ!アンパンマン（1989年 - 1998年、やぎじいさん、しろかぶじいさん、スペード）
- ドラえもん（テレビ朝日版第1期）（1989年 - 2001年、将校、郵便屋の声、ビショップ、山本カオル 他）
- ビリ犬（料理人、おじさん、セールスマン、店主、記者A、賞太郎） - 2シリーズ
- 笑ゥせぇるすまん

1990年
- 三つ目がとおる（男）
- YAWARA!（1990年 - 1992年、男A、男B、トヨ産社員）

1991年
- 機甲警察メタルジャック（若手レスラー）
- ジャンケンマン（村長）
- 少年アシベ（1991年 - 1992年、アシベのじいちゃん、スガオの家庭教師） - 2シリーズ
- 新世紀GPXサイバーフォーミュラ（ホットドック屋）
- 八百八町表裏 化粧師（研、医者）

1992年
- 絶対無敵ライジンオー（男）
- 伝説の勇者ダ・ガーン（係員）
- 宇宙の騎士テッカマンブレード（兵士A、長老、北京市長）
- 元気爆発ガンバルガー（男、レポーター、兵士）
- クレヨンしんちゃん（1992年 - 1996年、客、ウェイター、秘書 他）
- 南国少年パプワくん（サンタクロース）
- 21エモン（オートマ星人A、警官A）
- 花の魔法使いマリーベル（警備員B）
- ママは小学4年生（警官）
- 横山光輝 三国志

1993年
- 機動戦士Vガンダム（1993年 - 1994年、ズガン、ズブロフ、フビライ、店主、クルーA、兵士B、ガチ党員）
- コボちゃん（医師、C、泥棒、ピザ屋）
- 疾風!アイアンリーガー（屋台の主人、保安官）
- ジャングルの王者ターちゃん（1993 - 1994年、化勁）
- 忍たま乱太郎（1993年 - 2019年、厚着太逸〈初代〉、野牛金鉄〈2代目〉 他）
- 平成イヌ物語バウ（係員、校長先生、監督、鬼3）
- ミラクル★ガールズ（先生、警官、老人、いもむし）

1994年
- カラオケ戦士マイク次郎（1994年 - 1995年、コンニャク、マイク天狗）
- 機動武闘伝Gガンダム（手下、住職、屋台の主人、町の男、高官A）
- 銀河戦国群雄伝ライ（項焉、丁儀）
- サッカーフィーバー（マリオ・カサーティ、ガリンシャの父 他）
- 3丁目のタマ うちのタマ知りませんか?（父）
- 白雪姫の伝説（ボス）
- 覇王大系リューナイト（イズミの師匠、ミリアス）
- ハックルベリー・フィン物語（手下）
- メタルファイター・MIKU（原宿藤吉郎）
- モンタナ・ジョーンズ（ケネス老人）
- ヤマトタケル（ヤクモの男A、地球人1、ヤクモ人たち、コヨーテ、船員A 、執事、父親、観客A）
- ルパン三世 燃えよ斬鉄剣
- 魔法陣グルグル（1994年 - 1995年、衛兵、ジャバ国王、ナン）

1995年
- H2（明和監督）
- 黄金勇者ゴルドラン（老科学者）
- 怪盗セイント・テール（所長、主催者、ジイ、三郎太）
- 恐竜冒険記ジュラトリッパー（市長、ストロー）
- 新機動戦記ガンダムW（ブント、パーガン、トラント 他）
- 神秘の世界エルハザード（ロンズ侍従長）
- 魔法騎士レイアース（機関員）
- 新世紀エヴァンゲリオン（軍人）
- バーチャファイター（1995年 - 1996年、部下、船頭、忍者）
- モジャ公（ダムス）

1996年
- いじわるばあさん（老人）
- 怪傑ゾロ（ニキータの父、鍛冶屋、公爵）
- 機動新世紀ガンダムX（テクス・ファーゼンバーグ）
- 機動戦艦ナデシコ（調査員A）
- VS騎士ラムネ&40炎（長老）
- 魔法少女プリティサミー
- 名探偵コナン（1996年 - 2020年、麻生、永井孝、山上竜夫、高田正雄、広田正巳、セリザワ博士、真先実、西村貞治 他）

1997年
- EAT-MAN（兵士）
- エルフを狩るモノたちII（ブルーノの父）
- 金田一少年の事件簿（1997年 - 2000年、大槻健太郎、比留田雅志、権藤徹男、周友良、彦根刑事、解説者）
- 剣風伝奇ベルセルク（1997年 - 1998年、商人、皇族2、武官A、給仕）
- 忍ペンまん丸（ハニすけ）
- BURN-UP EXCESS（アビシャム）
- 勇者王ガオガイガー（1997年 - 2005年、ヤン・ロンリー） - 2シリーズ
- ルパン三世 ワルサーP38

1998年
- アニメがんばれゴエモン（管制官A）
- 快傑蒸気探偵団 TV ANIMATION SERIES（マイヤード）
- カウボーイビバップ（ジョビン、ビン龍、じいさん、男、レジー）
- ガサラキ（柴崎少佐、黄大人 他）
- コボちゃんスペシャル 約束のマジックディ
- しましまとらのしまじろう（くまめがね）
- センチメンタルジャーニー（酔っ払いの乗客）
- DTエイトロン（老兵）
- デビルマンレディー（運転手）
- TRIGUN（情報屋、バスの運転手）
- 南海奇皇（北）
- ひみつのアッコちゃん（第3作）（コック長、調教師）
- ブレンパワード（キメリエス副官、ヌートリア艦長 他）
- 魔術士オーフェン（長老）
- MASTERキートン（運転手、店員、カウンター係）
- 魔法のステージファンシーララ（ガンバローズ監督）

1999年
- アークザラッド（ゴーゲン）
- イソップワールド（村長、ウサギA）
- KAIKANフレーズ（プロデューサー）
- サイボーグクロちゃん（中松兄、TVアナウンサー）
- THE ビッグオー（1999年 - 2003年、鑑識員 他） - 2シリーズ
- 週刊ストーリーランド（1999年 - 2001年、運転手、検事、側近、伸也、キャスター男 他）
- 星界の紋章（支配人）
- セラフィムコール（隊員A）
- ゾイド -ZOIDS-（1999年 - 2000年、フォード）
- ∀ガンダム（別荘の老人）
- 天使になるもんっ!（レストランロボ3号）
- 風雲!戦国を駆ける武将 〜アニメ静岡県史〜（石川数正）
- Bビーダマン爆外伝V（スィフト国王）
- 無限のリヴァイアス（第六艦隊艦長）
- モンスターファーム〜円盤石の秘密〜（アーケロ）

2000年
- 機巧奇傳ヒヲウ戦記（名左衛門、じいさん）
- ゲートキーパーズ（生沢徹雄、松田）
- ニャニがニャンだー ニャンダーかめん（ホオホオ博士、ジジガマ）
- ファーブル先生は名探偵（ウィラード侯爵）
- BOYS BE…（土橋公一）
- マイアミ☆ガンズ（レオン森本、舞網女学園教頭、ハチロク刑事、ジャンゴ、組織の黒幕）
- BRIGADOON まりんとメラン（管制官）
- 闇の末裔（秋山）

2001年
- 犬夜叉（2001年 - 2009年、村人、長老、妖狼族の先祖） - 2シリーズ
- グラップラー刃牙（渋川剛気）
- 激闘!クラッシュギアTURBO（リチャード・ファイアステイン）
- コスモウォーリアー零（ボーノ）
- サラリーマン金太郎（金井部長、桃井、勝野）
- スクライド（老人）
- Z.O.E Dolores, i（マーチン、アナウンサー、キャスター）
- ちっちゃな雪使いシュガー（グレタの父）
- チャンス〜トライアングルセッション〜（サムエル）
- はじめの一歩（鈴木のセコンド）
- ヒカルの碁（進藤平八）
- PROJECT ARMS（医師A）
- RAVE（カーム）
- ONE PIECE（2001年 - 、モンキー・D・ガープ） - 1シリーズ + 特別編3作品

2002年
- あたしンち（おじさん、山田）
- Witch Hunter ROBIN（コーション〈審問官〉）
- 王ドロボウJING（ロゼの父）
- おじゃる丸（おじいさん、二階堂）
- キディ・グレイド（ウエスト、上司）
- 幻魔大戦 -神話前夜の章-（ヌー）
- 最終兵器彼女（老人）
- G-onらいだーす（星川重蔵）
- 七人のナナ（面接官）
- デジモンフロンティア（シャーマモン）
- フルメタル・パニック!（2002年 - 2003年、エスティス、藤咲先生） - 2シリーズ
- 星のカービィ（2002年 - 2003年、ダコーニョ、ドクター・モロ）
- 炎の蜃気楼（鵺）
- わがまま☆フェアリー ミルモでポン!（2002年 - 2005年、マルモ国王、ファンシーショップ店長、老人、ラーメン屋店主、天界長） - 4シリーズ

2003年
- R.O.D -THE TV-（刑事）
- F-ZERO ファルコン伝説（2003年 - 2004年、ドラク）
- GAD GUARD（マスター）
- キノの旅 -the Beautiful World-（浮浪者〈作家〉）
- コロッケ!（キンピラ）
- SPACE PIRATE CAPTAIN HERLOCK
- SUBMARINE SUPER 99（田貫虎吉、ナレーション）
- ふぉうちゅんドッグす（長老犬）
- 魔獣戦線 THE APOCALYPSE（フィッシャーマン）
- 魔法遣いに大切なこと（遠藤耕三）
- LAST EXILE（ブリアン、マルク、ワースリー、アナウンス、貴族B、副局長、給仕じいさん、厨房長、鉄塔爺さんA）

2004年
- お伽草子（右大臣、清掃員、警官A）
- 機動戦士ガンダムSEED DESTINY（ロゴス、管制）
- KURAU Phantom Memory（情報屋）
- サムライチャンプルー（村人）
- NARUTO -ナルト-（猿魔）
- 鋼の錬金術師（村の老人）
- 爆裂天使（開発責任者）
- ふたりはプリキュア（2004年 - 2006年、光の園の長老） - 2シリーズ
- ブラック・ジャック（2004年 - 2005年、老人、男）
- MONSTER（2004年 - 2005年、元役人、取調官A、ドクター）
- 勇午 〜交渉人〜（ヴィクトル）

2005年
- かみちゅ!（町内会長）
- CLUSTER EDGE（体育教師）
- 交響詩篇エウレカセブン（州軍司令）
- こみっくパーティーRevolution（長さん）
- SPEED GRAPHER（記者B）
- ディノブレイカー（ガスエノフ准将）

2006年
- 牙 -KIBA-（ゲニム）
- スーパーロボット大戦OG -ディバイン・ウォーズ-（テンペスト・ホーカー）
- デジモンセイバーズ（野口憲治）
- 内閣権力犯罪強制取締官 財前丈太郎（山田一郎太）
- 西の善き魔女 Astraea Testament（ボゥ・ホーリー）
- ハチミツとクローバーII（根岸達夫）
- パンプキン・シザーズ（ホースト）
- RED GARDEN（アラン検視補）

2007年
- アイドルマスター XENOGLOSSIA（春香の祖父、横山、ネコ）
- Yes!プリキュア5（2007年 - 2009年、春日野平蔵） - 2シリーズ
- CLANNAD-クラナド-（2007年 - 2009年、岡崎直幸） - 2シリーズ
- 古代王者 恐竜キング Dキッズ・アドベンチャー（2007年 - 2008年、ジュラサン / 謎の忍者 / さすらいの料理人シュウ・ラーサン 他） - 2シリーズ
- 少年陰陽師（防人の霊）
- 精霊の守り人（ガカイ、ヨナ・ロ・ガイ）
- 鉄子の旅（坪尻駅のお爺さん）
- デルトラクエスト（ファ・グリン）
- MOONLIGHT MILE 2ndシーズン -Touch down-（ボリノフ）
- レ・ミゼラブル 少女コゼット（パン屋の主人B、船頭）

2008年
- キャシャーン Sins（先生、ギドー）
- きらりん☆レボリューション STAGE3（雪野金之助）
- ゲゲゲの鬼太郎（第5作）（穴ぐら入道）
- ケロロ軍曹（鈴木ツネゾウ）
- ゴルゴ13（ピエール）
- スティッチ!（本屋さん、前田さん）
- 西洋骨董洋菓子店〜アンティーク〜（神田ジムの会長）
- TYTANIA -タイタニア-（ハルシャ六世）
- テイルズ オブ ジ アビス（スピノザ）
- true tears（バイク屋のおやじ）
- ネオ アンジェリーク Abyss（村長）
- PERSONA -trinity soul-（副署長〈久保〉）
- ポルフィの長い旅（ロベール）
- 魍魎の匣（吉村義助）
- モノクローム・ファクター（九条慎之介）
- 夜桜四重奏 〜ヨザクラカルテット〜（2008年 - 2013年、甚六） - 2シリーズ

2009年
- グイン・サーガ（ローザン）
- 黒神 The Animation（魁音寺冬樹）
- こんにちは アン 〜Before Green Gables（サイラス）
- シャングリ・ラ（KD）
- 真マジンガー 衝撃!Z編 on television（弓教授〈弓称之助〉、あしゅら兵）
- 蒼天航路（文官C）
- 宇宙をかける少女（鳥巣 / 幹部、教師、竜宮院）
- DARKER THAN BLACK -流星の双子-（情報屋）
- 東京マグニチュード8.0（小野沢誠司）
- ミチコとハッチン（セウ）
- 遊☆戯☆王5D's（老トルンカ）

2010年
- それでも町は廻っている（磯端善治）
- ハートキャッチプリキュア!（明堂院厳太郎）
- バトルスピリッツ 少年激覇ダン（大統領）
- 夢色パティシエールSP プロフェッショナル（エッグロビッチ）

2011年
- 青の祓魔師（ティモテ・ティモワン）
- 侵略!?イカ娘（遊園地のおじさん）
- デッドマン・ワンダーランド（剥切燐一郎）
- 日常（教頭先生）
- フリージング（長老）

2012年
- エウレカセブンAO（老人）
- ジョジョの奇妙な冒険（ワンチェン）
- 聖闘士星矢Ω（パウロ）
- 絶園のテンペスト（老人A）
- 黄昏乙女×アムネジア（村長）
- 中二病でも恋がしたい!（祖父）
- 超訳百人一首 うた恋い。（清原元輔）
- トリコ（初代メルク）
- NARUTO -ナルト- 疾風伝（ガマブン太〈2代目〉、猿猴王・猿魔）
- NARUTO -ナルト- SD ロック・リーの青春フルパワー忍伝（ガマブン太）
- 氷菓（柴崎教頭）
- 貧乏神が!（諏訪野菊乃進）

2013年
- 惡の華（春日の父）
- COPPELION（石川源内）
- マギ The kingdom of magic（ラメトト）

2014年
- 牙狼〈GARO〉-炎の刻印-（神父ニコラス）
- ガンダム Gのレコンギスタ（ビルギーズ・シバ）
- 極黒のブリュンヒルデ（研究員）
- ドラゴンボール改（南の界王）
- 信長協奏曲（朝倉景健）
- ハイキュー!!（2014年 - 2020年、烏養元監督〈烏養一繋〉） - 5シリーズ
- パックワールド（神）
- バディ・コンプレックス（隼鷹・貞道・ウェインバーグ、リチャードソン）
- 棺姫のチャイカ（泥棒）
- 魔法科高校の劣等生（2014年 - 2020年、葉山忠教） - 2シリーズ
- 蟲師 続章（砂吉）
- RAIL WARS!（大湊室長）

2015年
- うしおととら（2015年 - 2016年、飛頭蛮 爺、貴族A）
- 終わりのセラフ（エスター・リー）
- 牙狼 -紅蓮ノ月-（讃岐造麿）
- Go!プリンセスプリキュア（老執事オイカワ）
- プラスティック・メモリーズ（アントニオ・ホリゾン）
- 山田くんと7人の魔女（教師、犬塚先生）
- 六花の勇者（宰相）
- ワールドトリガー（ヴィザ）
- ONE PIECE 〜アドベンチャー オブ ネブランディア〜（モンキー・D・ガープ）

2016年
- アイカツスターズ!（内田永吉）
- あんハピ♪（校長）
- うどんの国の金色毛鞠（宗太の父、おじいさん、くま）
- 甲鉄城のカバネリ（山崎）
- コンクリート・レボルティオ〜超人幻想〜THE LAST SONG（立花繁）
- 3月のライオン（2016年 - 2017年、零の祖父、有本） - 2シリーズ
- 終末のイゼッタ（スタンリー）
- ジョーカー・ゲーム（陸軍幼年学校校長）
- 石膏ボーイズ（芸術家、石本徳三 他）
- タイガーマスクW（爺さん）
- 響け!ユーフォニアム シリーズ（2016年 - 2024年、黄前健太郎） - 2シリーズ
- 文豪ストレイドッグス（2016年 - 2019年、院長） - 3シリーズ
- マギ シンドバッドの冒険（ラメトト）
- 魔法少女なんてもういいですから。セカンドシーズン（おじいちゃん、ゴーレム）

2017年
- 青の祓魔師 京都不浄王篇（ティモワン）
- 鬼平（木村善行）
- 正解するカド（犬束構造）
- カブキブ!（黒悟の祖父）
- 進撃の巨人（サシャの父〈初代〉）
- サクラダリセット（佐々野宏幸）
- BORUTO-ボルト- -NARUTO NEXT GENERATIONS-（信楽タヌキ）
- 異世界食堂（ヴィルヘルム）
- サクラクエスト（鈴原廉之介）
- Fate/Apocrypha（セルジュ）
- 神撃のバハムート VIRGIN SOUL（年配貴族）
- DIVE!!（社長）
- 将国のアルタイル（ワン・イーシン）
- 十二大戦（気化猿）
- いぬやしき（ヤクザ）
- いつだって僕らの恋は10センチだった。（校長）
- 鬼灯の冷徹（一休禅師）

2018年
- ポチっと発明 ピカちんキット（2018年 - 2020年、会長、発明家、謎の偉い人）
- 牙狼〈GARO〉-VANISHING LINE-（アレック）
- だがしかし2（森元商店店主）
- 多田くんは恋をしない（多田正造）
- 銀河英雄伝説 Die Neue These 邂逅（シェーンコップ祖父）
- ルパン三世 PART5（カミーユ）
- きこりと宝物（きこり）
- グランクレスト戦記（レオーネ）
- レイトン ミステリー探偵社 〜カトリーのナゾトキファイル〜（ドナルド・ザックバーン）
- ゲゲゲの鬼太郎（第6作）（長老）
- 夢王国と眠れる100人の王子様（老執事）
- アイカツフレンズ!（頑固山鬼右衛門）
- 寄宿学校のジュリエット（セバス）
- DOUBLE DECKER! ダグ&キリル（デニス）
- ゾンビランドサガ（爺さん）

2019年
- からくりサーカス（フウ・クロード・ボワロー）
- 妖怪ウォッチ シャドウサイド（ダークネス）
- 荒野のコトブキ飛行隊（執事、男）
- マナリアフレンズ（ジル）
- ジョジョの奇妙な冒険 黄金の風（占い師）
- 真夜中のオカルト公務員（新の祖父、教師）
- キャロル&チューズデイ（モーフ）
- おしりたんてい（長老）
- かつて神だった獣たちへ（マーティン）
- カードファイト!! ヴァンガード（会長）
- スタンドマイヒーローズ PIECE OF TRUTH（警視庁幹部、本部長）
- ROMANCE DAWN（じいちゃん）
- PSYCHO-PASS サイコパス 3（代銀遙煕）
- 本好きの下剋上 司書になるためには手段を選んでいられません（グスタフ）
- 私、能力は平均値でって言ったよね!（ブーンクリフト）

2020年
- ポケットモンスター（ジエイ）
- デュエル・マスターズ（2020年 - 2021年、大長老） - 2シリーズ
- 文豪とアルケミスト 〜審判ノ歯車〜（王）
- BNA ビー・エヌ・エー（立木勇次）
- アラド:逆転の輪（ドクターヘシンス）
- ジビエート（ナレーション）
- ドラゴンクエスト ダイの大冒険 (2020)（テムジン）
- もっと!まじめにふまじめ かいけつゾロリ（2020年 - 2022年、ブーデル） - 2シリーズ 

2021年
- 回復術士のやり直し（老魔術士）
- ゆるキャン△ SEASON2（お好み焼き店 大将）
- SHAMAN KING（2021年 - 2022年、麻倉葉明）
- ゴジラ S.P ＜シンギュラポイント＞（署長）
- 聖女の魔力は万能です（高齢の高官）
- キングダム（2021年 - 2022年、仁凹、寿白） - 2シリーズ
- 魔法科高校の優等生（葉山忠教）
- かげきしょうじょ!!（健じいさん）
- 平穏世代の韋駄天達（おじいさま）
- 精霊幻想記（2021年 - 2024年、ドミニク） - 2シリーズ
- SDガンダムワールド ヒーローズ（現王）
- かぎなど（2021年 - 2022年、岡崎直幸） - 2シリーズ
- 進化の実〜知らないうちに勝ち組人生〜（ノアード）
- takt op.Destiny（サリーの夫）

2022年
- トライブナイン（ナレーション、鳳天心）
- プリンセスコネクト!Re:Dive Season 2（老骨の剣士）
- ハコヅメ〜交番女子の逆襲〜（刑事課長）
- 惑星のさみだれ（夕日の祖父）
- 転生賢者の異世界ライフ 〜第二の職業を得て、世界最強になりました〜（謎の男 / ヴェルター）
- プリマドール（老紳士）
- マブラヴ オルタネイティヴ（田所艦長）
- BLEACH 千年血戦篇（2022年 - 2024年、中央四十六室、ヨハン・ザイドリッツ） - 2シリーズ

2023年
- TRIGUN STAMPEDE（マスターチャペル）
- 彼女が公爵邸に行った理由（キデオン・ジュラ）
- マッシュル-MASHLE-（2023年 - 2024年、ブレス・ミニスター） - 2シリーズ
- アンデッドガール・マーダーファルス（親爺）
- 政宗くんのリベンジR（おじい）
- 鴨乃橋ロンの禁断推理（キク）
- SPY×FAMILY（フランクリン・パーキンの父）
- アンダーニンジャ（主事、忍者3）
- ティアムーン帝国物語〜断頭台から始まる、姫の転生逆転ストーリー〜（ルールー族族長）
- とあるおっさんのVRMMO活動記（運営）

2024年
- ダンジョン飯（センシ）
- SHAMAN KING FLOWERS（麻倉葉明）
- リンカイ!（春日壺之助）
- シンカリオン チェンジ ザ ワールド（九頭竜タケフ）
- ふしぎ駄菓子屋 銭天堂（親方）
- 僕のヒーローアカデミア（青山の父親）
- この素晴らしい世界に祝福を!3（執事）
- 魔王軍最強の魔術師は人間だった（ディルク）
- ばいばい、アース（ジンバック）
- この世界は不完全すぎる（長老）
- ドラゴンボールDAIMA（2024年 - 2025年、ネバ）
- 株式会社マジルミエ（仁科）

2025年
- 没落予定の貴族だけど、暇だったから魔法を極めてみた（ジェイムズ）
- Sランクモンスターの《ベヒーモス》だけど、猫と間違われてエルフ娘の騎士として暮らしてます（レイス）
- 戦隊レッド 異世界で冒険者になる（ゴーティス）
- UniteUp! -Uni:Birth-（斎司郎）
- Übel Blatt〜ユーベルブラット〜（バレスターの父）
- 鬼人幻燈抄（長）
- 機動戦士Gundam GQuuuuuuX（パオロ・カシアス） - 2025年に劇場先行版が公開
- 神統記（テオゴニア）（ポレック）
- 公女殿下の家庭教師（グラハム・ウォーカー）
- 盾の勇者の成り上がり Season 4（爺）
- ニャイト・オブ・ザ・リビングキャット（コウジ）

### 劇場アニメ
1991年
- ドラミちゃん アララ♥少年山賊団!（村の男）

1993年
- 銀河英雄伝説 新たなる戦いの序曲（キム）

1994年
- ドラえもん のび太と夢幻三剣士（兵士B）
- ライヤンツーリーのうた

1996年
- ドラえもん のび太と銀河超特急（係員B）

1998年
- クレヨンしんちゃん 電撃!ブタのヒヅメ大作戦（クルー）
- スレイヤーズごぅじゃす（兵士2）
- ドラえもん のび太の南海大冒険（半漁人D）
- 蓮如物語（玄英）

1999年
- ガンドレス（カザマ将軍）

2001年
- カウボーイビバップ 天国の扉（ジョビン）
- シャム猫 -ファーストミッション-（政治家C）

2006年
- 銀色の髪のアギト（親方）

2007年
- ヱヴァンゲリヲン新劇場版:序（軍人）
- CLANNAD（岡崎直幸）

2009年
- ヱヴァンゲリヲン新劇場版:破（ゼーレ）
- ONE PIECE FILM STRONG WORLD（モンキー・D・ガープ）

2011年
- 劇場版 NARUTO -ナルト- ブラッド・プリズン（ガマブン太）
- 手塚治虫のブッダ -赤い砂漠よ!美しく-

2012年
- アシュラ
- ももへの手紙（陽太の父）
- ROAD TO NINJA -NARUTO THE MOVIE-（ガマブン太）
- ONE PIECE FILM Z（モンキー・D・ガープ）

2013年
- キャプテンハーロック -SPACE PIRATE CAPTAIN HARLOCK-（元老）
- 小鳥遊六花・改 〜劇場版 中二病でも恋がしたい!〜（六花の祖父）

2017年
- 虐殺器官（グルジア国防大臣）
- 夜は短し歩けよ乙女（赤川社長）
- 交響詩篇エウレカセブン ハイエボリューション1（艦長）
- 劇場版 響け！ ユーフォニアム 〜届けたいメロディ〜（黄前健太郎）
- 劇場版 はいからさんが通る 前編 〜紅緒、花の17歳〜（大河内中将）

2018年
- 文豪ストレイドッグス DEAD APPLE（院長）
- ミルキーパニック twelve（執事）
- 魔法少女リリカルなのは Detonation（政府重役）

2019年
- 劇場版 響け!ユーフォニアム〜誓いのフィナーレ〜（黄前健太郎）
- ONE PIECE STAMPEDE（モンキー・D・ガープ）

2020年
- PSYCHO-PASS サイコパス 3 FIRST INSPECTOR（代銀遙煕）
- 劇場版BEM〜BECOME HUMAN〜（ボス）
- 劇場版ポケットモンスター ココ（長老ザルード）

2021年
- 映画 さよなら私のクラマー ファーストタッチ（校長先生）

2022年
- 鹿の王 ユナと約束の旅（オウマ）
- 機動戦士ガンダム ククルス・ドアンの島（ヨハン・イブラヒム・レビル）

2023年
- プリンセス・プリンシパル Crown Handler 第3章（堀河公）
- 劇場版 PSYCHO-PASS サイコパス PROVIDENCE（代銀遙熙）

2024年
- 劇場版ハイキュー!! ゴミ捨て場の決戦（烏養一繋）
- 名探偵コナン 100万ドルの五稜星（斧江拓三）
- 劇場版 オーバーロード 聖王国編（ハリシャ・アンカーラ）

2025年
- 親鸞 人生の目的（法然）

### OVA
1988年
- 機動警察パトレイバー（作業員）

1990年
- 1+2=パラダイス（生徒）
- 新キャプテン翼（マックス）

1991年
- いしいひさいちの大政界（検察官）
- 機動戦士ガンダム0083 STARDUST MEMORY（パイロット）
- ここはグリーン・ウッド（住職）

1992年
- イース 天空の神殿 -アドル・クリスティンの冒険-（レグ、追っ手C）
- ゴリラーマン（教頭）
- 世界の光 親鸞聖人（勢観房）
- 続なにわ遊侠伝（大前田川黄門）
- 天地無用! 魎皇鬼（宇宙課長）
- ドン 極道水滸伝（天海）
- ドン 極道水滸伝 怒濤編（天海）
- ねこひきのオルオラネ（ショフレン）
- バビル2世（バビル一世）
- 万能文化猫娘（生徒C）
- HUMANE SOCIETY 〜人類愛に満ちた社会〜（作業員）

1993年
- アイドル防衛隊ハミングバード（取石文）
- 超時空世紀オーガス02（侍従）
- 砂の薔薇 雪の黙示録（モンタン博士）
- 人魚の傷（男）
- ハローキティの不思議の国のアリス（海ガメ）
- 流星機ガクセイバー（ユンケ）
- ロックマン 星に願いを（ライト）

1994年
- I・R・I・A ZEIRAM THE ANIMATION（ドゥンバム）
- 銀河英雄伝説（ハムディ・アシュール）
- Compiler（評議員A）
- 湘南純愛組!（鮎美の父）
- BOUNTY DOG/月面のイブ（アナウンサー、MP）
- 覇王大系リューナイト アデュー・レジェンド（ジャッジ）
- ファイナルファンタジー（ガッシュ）

1995年
- 銀河お嬢様伝説ユナ（裁判官）
- 紺碧の艦隊（1995年 - 2003年、大竹馬太郎〈2代目〉、日向昭了、マイク・オッペンハイマー、ルーデンドルフ、クルツ、フリッツ・フォン・リップス、ウーリッヒ・フッテン、アルフレート・ヒムラー、アンドレアス・ゴシェット、周恩来）
- 神秘の世界エルハザード（ロンズ侍従長）
- 沈黙の艦隊（溝口拓男）
- 魔法少女プリティサミー（サム）
- YAMATO2520（ハチマキ）

1996年
- 機動戦士ガンダム 第08MS小隊（兵、兵C、マサド、情報将校、ジオン兵B）
- BRONZE ZETSUAI since 1989（弁護士）

1997年
- 新機動戦記ガンダムW Endless Waltz（パーガン）
- 旭日の艦隊（1997年 - 2002年、ヘルマン・フォン・オットー、海野十蔵、アルフレート・ヒムラー、ルーデンドルフ、カール・フォン・バールト）
- 紺碧の艦隊 特別編 蒼莱開発物語（日向昭了）

1998年
- スレイヤーズえくせれんと（男B）
- 魔界転生（役人）

1999年
- 思春期美少女合体ロボ ジーマイン（男C）

2000年
- 勇者王ガオガイガーFINAL（ヤン・ロンリー）

2007年
- HELLSING（2007年 - 2012年、ドク） - 6作品

2010年
- ONE PIECE FILM STRONG WORLD EPISODE:0（モンキー・D・ガープ）

2012年
- 片翼のクロノスギア（一休）

2015年
- 東京喰種トーキョーグール【PINTO】（老人）
- マギ シンドバッドの冒険（ラメトト） - 単行本7巻OVA付き特別版

2016年
- 機動戦士ガンダム THE ORIGIN（2016年 - 2018年、ヨハン・イブラヒム・レビル） - 2019年に再編集作品『THE ORIGIN 前夜 赤い彗星』テレビ放送

### Webアニメ
2000年代
- 幕末機関説 いろはにほへと（2006年、荒井郁之助）
- いくぜっ! 源さん（2008年、田村源九郎、参加者D、パチンコ店員）
- にょろーん☆ちゅるやさん（2009年、金魚）

2010年代
- スシニンジャ（2014年、ナチョキング）
- B：The Beginning（2018年、司書）

2020年代
- ぜつめつきぐしゅんっ。（2020年、アジさん）
- ぶらどらぶ（2021年、司令）
- テルマエ・ロマエ ノヴァエ（2022年、セルギアヌス）
- もっと!まじめにふまじめ かいけつゾロリ ゾロリのへや（2022年、ブーデル）
- 攻殻機動隊 SAC 2045 SEASON2（2022年、荒巻大輔）
- 範馬刃牙（2023年、波斗山征夫）
- T・Pぼん（2024年、イムヘテプ）
- カイリューとゆうびんやさん（2025年、郵便局長）

### ゲーム
1993年
- 聖魔伝説3×3EYES MCD（執事〈周〉）

1995年
- メタルファイター・MIKU（原宿藤吉郎）

1996年
- 神秘の世界エルハザード（ロンズ侍従長）

1998年
- ダブルキャスト（竹本）
- ビーバス&バットヘッド ヴァーチャル・アホ症候群

1999年
- ロビット・モン・ジャ（大統領、研修部長）

2000年
- SDガンダム GGENERATION（2000年 - 2001年、トラント・クラーク） - 2作品
- 仮面ライダーV3（ツバサ大僧正 / 死人コウモリ、ガマボイラー）
- デビルマン（ジンメン） - PS版
- ブレイブサーガ2（ヤン・ロンリー）

2001年
- シェンムーII
- 正義の味方（楠木多聞）
- 悪魔雀〜デビルマージャン〜（ジンメン）
- ONE PIECE とびだせ海賊団!（モンキー・D・ガープ）

2002年
- 機動戦士ガンダム ギレンの野望 ジオン独立戦争記（マサド）
- サーヴィランス 監視者（サミュエル・モーガン）
- ダーククロニクル（スターブル、バル）

2003年
- ゲゲゲの鬼太郎 異聞妖怪奇譚
- 007 ナイトファイア（メイヒュー）
- 超時空要塞マクロス（マイストロフ、ゼントラーディ兵B）
- ワイルドアームズ アルターコード:エフ
- わがままフェアリー ミルモでポン! ミルモの魔法学校ものがたり（マルモ）

2004年
- 犬夜叉 〜呪詛の仮面〜
- 機動戦士ガンダム 戦士達の軌跡（マサド）
- ジャック×ダクスター2（コール、メタルコール）
- NARUTO -ナルト- ナルティメットヒーロー2（猿猴王・猿魔）
- 我が竜を見よ（ハーナ司祭）

2005年
- カウボーイビバップ 追憶の夜曲（ジョビン）
- GAME S.S.D.S. 〜刹那の英雄（あこがれ）（中管制官）
- Sudeki 〜千年の暁の物語〜（ケーモ）
- テイルズ オブ ジ アビス（スピノザ）
- ハリー・ポッターと炎のゴブレット（ピーター・ペティグリュー、ナレーション）
- ローグギャラクシー（ザックス・モラーティ、シザーキング）
- ワイルドアームズ ザ フォースデトネイター
- わがまま☆フェアリー ミルモでポン! どきどきメモリアルパニック

2006年
- CLANNAD（岡崎直幸）
- ワイルドアームズ ザ フィフスヴァンガード

2007年
- スーパーロボット大戦OG ORIGINAL GENERATIONS（テンペスト・ホーカー）
- ローグギャラクシー ディレクターズカット（ザックス・モラーティ、シザーキング、長老ナバ）

2008年
- 機動戦士ガンダム ギレンの野望 アクシズの脅威（マサド）
- CLANNAD FULL VOICE（岡崎直幸）

2009年
- NARUTO -ナルト- ナルティメットストーム（猿候王 猿魔）
- ONE PIECE アンリミテッドクルーズ エピソード2 -目覚める勇者-（モンキー・D・ガープ）

2010年
- Fallout: New Vegas（ドック・ミッチェル）
- ONE PIECE ギガントバトル!（モンキー・D・ガープ）

2011年
- 機動戦士ガンダム 新ギレンの野望（マサド）
- 日常〈宇宙人〉（邑楽耕介〈教頭〉）
- ONE PIECE アンリミテッドクルーズ スペシャル（モンキー・D・ガープ）
- ONE PIECE ギガントバトル! 2 新世界（モンキー・D・ガープ）

2012年
- NARUTO -ナルト- 疾風伝 ナルティメットストームジェネレーション（猿候王 猿魔）
- ワンピース 海賊無双（2012年 - 2020年、モンキー・D・ガープ） - 4作品
- ワンピース ROMANCE DAWN 冒険の夜明け（モンキー・D・ガープ）

2013年
- ディスガイア D2（ガルングン）
- マブラヴ オルタネイティヴ トータル・イクリプス（ヴァジリー・アターエフ准将）
- トリコ グルメガバトル!（初代メルク）
- ジョジョの奇妙な冒険 オールスターバトル（ワンチェン）
- ONE PIECE アンリミテッドワールド レッド（モンキー・D・ガープ）

2014年
- ウォッチドッグス（クイン）
- 朧村正（不知火） - DLC追加キャラクター
- グランブルーファンタジー（2014年 - 2018年、マルドゥーク、ジル、光の園の長老）
- ガンダムブレイカー2（ヴァルター）

2015年
- 大図書館の羊飼い -Library Party-（店長）
- ワールドトリガー ボーダレスミッション（ヴィザ）
- 帝国海軍恋慕情〜明治横須賀行進曲〜（美萩保徳）

2016年
- ブレス オブ ファイア6 白竜の守護者たち（ジュウベエ）
- グランドサマナーズ（ガナン）

2017年
- Shadowverse（造られし巨像、森の哲学者、術式の教師・ジル）
- ゼルダの伝説 ブレス オブ ザ ワイルド（ハイラル王）
- ディシディア ファイナルファンタジー オペラオムニア（ガラフ・ハルム・バルデシオン）
- ファイアーエムブレム Echoes もうひとりの英雄王（マイセン）
- IMPLOSION（レイモンド・ミラー）
- CARAVAN STORIES（ギザロ）

2018年
- Far Cry 5（リチャード・ダッチ・ルーズベルト）
- Marvel's SPIDER-MAN（ドクター・オクトパス / オットー・オクタビアス）
- プレカトゥスの天秤（ウィリアム・スクワイア）
- ONE PIECE トレジャークルーズ（モンキー・D・ガープ）

2019年
- SAMURAI SPIRITS（2019年 - 2021年、柳生十兵衛、黒子）
- ポケモンマスターズ（フクジ）
- ドラゴンクエストライバルズ エース（アリアハン王）

2020年
- Marvel's Spider-Man:Miles Morales（ドクター・オクトパス / オットー・オクタビアス）
- ゼルダ無双 厄災の黙示録（ハイラル王）

2021年
- ブレイブリーデフォルトII（ドモヴォイ）
- Paradigm Paradox（栖原ゼンジ）

2022年
- トライアングルストラテジー（イドー・デルミラ）
- ジョジョの奇妙な冒険 オールスターバトルR（ワンチェン）
- 共闘ことばRPG コトダマン（ヴィザ）

2023年
- 機動戦士ガンダム U.C. ENGAGE（ヨハン・イブラヒム・レビル、研究者、男A）
- FORSPOKEN（ロビアン・キーン）
- 東京放課後サモナーズ（ダオジュン）
- ファイアーエムブレム ヒーローズ（マイセン）
- 龍が如く7外伝 名を消した男（主任）

2024年
- ユニコーンオーバーロード（バルトロ）
- ドラゴンクエストIII そして伝説へ…（HD-2D版）（アリアハン王）

2025年
- モンスターハンターワイルズ（ヤブラン）
- ファンタジーライフi グルグルの竜と時を盗む少女（マスタング）
- ドラゴンボールZ カカロット（ネバ）

### ドラマCD
- 惡の華（春日父）
- 碧の王子〜Prince of Silva〜（グスタヴォ）
- Weiß kreuz Dramatic Collection III Kaleidoscope Memory（老人A）
- Weiß kreuz Wish A Dream Collection III THE ORCHID under THE SUN 太陽の蘭（鈴木）
- S.S.D.S. 愛の解体新書（中管制官）
- NG騎士ラムネ&40 2 キングオブキングス熱血スペシャル（木の精霊）※カセット
- 人形草紙あやつり左近（和尚）
- 餓沙羅鬼見聞録（伝令1、守衛）
- 共鳴せよ!私立轟高校図書委員会（理事長）
- グレネーダー 〜ほほえみの閃士〜（アグマイカ）
- 黒執事（ランドル卿〈アーサー・ランドル〉）
- Crashes Knight&RanII 〜海に眠る夢〜（鈴木）
- ここはグリーン・ウッド放送局（白石教諭）
- G-onらいだーす（星川重蔵）
- 少年陰陽師 風音編（防人）
- 神秘の世界エルハザード（ロンズ侍従長）
- 聖刻覇伝 ラシュオーンの嵐（マフリ・マクモ）
- 創竜伝 蜃気楼都市（弁護士）
- Super Stylish Doctors Story（中管制官）
- Wジュリエット（三浦悟郎）
- デスクトップのメイドさん（フレミング秘書官）
- 日常 「日常」の日めくりドラマCD（教頭先生）
- 覇王大系リューナイト CDシネマ1「カイオリスへの旅立ち」第1章（家臣A）
- 遙かなる時空の中で 舞一夜 〜常緑〜（木工寮頭）
- 氷菓（関谷純）※Blu-ray・DVD限定版第3巻特典CD
- ぽっぷるメイルパラダイス（村人A）
- 本好きの下剋上 司書になるためには手段を選んでいられません ドラマCD「神官長の仕事」（グスタフ）
- 万能文化猫娘 SOUND PHASE-0VI（社員）

### デジタルコミック
- VOMIC 貧乏神が!（2010年、諏訪野菊之進）

### 特撮
- 仮面ライダードライブ（2014年、バット型ロイミュード033 / スクーパーロイミュードの声[76]）
- 動物戦隊ジュウオウジャー（2016年、ハンタジイの声）
- 仮面ライダー平成ジェネレーションズ Dr.パックマン対エグゼイド&ゴーストwithレジェンドライダー（2016年、ハテナバグスターの声）

### 吹き替え

#### 担当俳優
グレッグ・ヘンリー
- NCIS:LA 〜極秘潜入捜査班 シーズン3 #16、#17（アレックス・ハリス）
- ミディアム7 最終章 #5（スワンソンコーチ）
- ユナイテッド93（ロバート・マール大佐）※ソフト版

ジョン・ハート
- インディ・ジョーンズ/クリスタル・スカルの王国（ハロルド・オックスリー教授）
- Vフォー・ヴェンデッタ（アダム・サトラー議長）
- ヘラクレス（コテュス王）

ピーター・マラン
- ウエストワールド（ジェームズ・デロス）
- クォーリーと呼ばれた男（ブローカー）
- ニミュエ 選ばれし少女（カーデン神父）

マイケル・グロス
- アフェア4 情事の行方（Dr.エズラ・カプラン）
- グランドコントロール 乱気流（マレー）※旧ソフト版
- CSI:ニューヨーク2 #7（トム・エンデコット）
- CSI:13 科学捜査班（ロブ・オースティン）

レックス・リン
- ダイヤモンド・イン・パラダイス（コワルスキー捜査官）※テレビ東京版
- ティン・カップ（デューイ）※ソフト版
- ドロップ・ゾーン（ボビー）※テレビ朝日版

ロニー・コックス
- デクスター 警察官は殺人鬼 シーズン6 #3（ウォルター・ケニー）
- ビバリーヒルズ・コップ（アンドリュー・ボゴミル）※Netflix版
- ビバリーヒルズ・コップ2（アンドリュー・ボゴミル）※Netflix版

ロバート・ピカード
- コズミックフロント☆NEXT 恒星間飛行 人類は隣の星へ行けるか?（本人）
- スーパーナチュラル シーズン6 #9（ウェイン・ウィテカー・ジュニア）
- スタートレックシリーズ
  - スタートレック:ヴォイジャー（ドクター / 緊急用医療ホログラム）
  - スタートレック:ディープ・スペース・ナイン（ルイス・ジマーマン博士 / 緊急用医療ホログラム）
  - スタートレック ファーストコンタクト（緊急用医療ホログラム）

- CHUCK/チャック シーズン2 #16（ハワード・バスキング）
- ベン10:時との戦い（ホワイト校長）
- BONES シーズン9 #15（ロレンス・ローム博士）
- THE MENTALIST メンタリストの捜査ファイル（ジェイソン・クーパー）

#### 映画
- アイスマン 超空の戦士（ユン・ロン〈サイモン・ヤム〉）
- アイデンティティー（被告側弁護人〈カーメン・アルジェンツィアノ〉）※ソフト版
- 愛を殺さないで
- アウト・オブ・サイト（レイモンド・クルツ〈ポール・カルデロン〉）※ソフト版
- アウト・オブ・タウナーズ（遺失物取扱所の係員〈ウィリアム・デュエル〉）
- アウトブレイク ※日本テレビ版
- アウトロー・ポリス/傷だらけのバッジ（オーギー）
- 青いドレスの女（オデル）
- アガサ・クリスティーの奥さまは名探偵（リシャール署長、アモス・ペリー）
- アトミック・トレイン ※ソフト版
- アトランティック・プロジェクト（船長〈スティーヴン・マクト〉）
- あなたに恋のリフレイン（ジョージ〈スティーヴ・ハイトナー〉）
- あなたを抱きしめる日まで（マーティン・シックススミス〈スティーヴ・クーガン〉）
- アニー2（船員）
- アフリカン・ダンク（ミフンド）
- アポロ13（サイ・リーバゴッド〈クリント・ハワード〉）※ソフト版
- アマゾネス・プリズン
- アミスタッド（ギブス教授〈オースティン・ペンドルトン〉、トーマス・ゲドニー大尉〈ラルフ・ブラウン〉）
- アメリカン・スプレンダー（喉の医師）
- アラクニア（マグフォード教授）
- アリス・イン・ワンダーランド/不思議の国のアリス（ネズミ教授）
- ある公爵夫人の生涯（チャールズ・ジェームズ・フォックス〈サイモン・マクバーニー〉）
- アルマゲドン ※日本テレビ版、テレビ朝日版
- アルマゲドン2011（ブルック将軍〈ケヴィン・マクナルティ〉）
- 1941（ワイルド・ビル・ケルソー大尉〈ジョン・ベルーシ〉）※BD版
- 愛しのロクサーヌ（アンディ〈マイケル・J・ポラード〉）※TBS版
- 依頼人（廷吏）※テレビ朝日版
- イレイザー（ロドリゲス神父〈イスマエル・カルロ〉 他）※ソフト版
- インディ・ジョーンズ/魔宮の伝説 ※テレビ朝日版
- IN DREAMS/殺意の森（シルヴァーマン医師〈スティーヴン・レイ〉）※DVD版
- イン・ハー・シューズ
- ヴァージン・スーサイズ（ムーディー神父〈スコット・グレン〉）
- ヴィレッジ（ヴィクター〈フランク・コリソン〉）※ソフト版
- ウィロー ※TBS版
- ウェドロック（ティール〈グレン・プラマー〉、ジャスパー）※VHS版
- ヴェネツィア・コード（ポール・ヴァレンジン〈マルコム・マクダウェル〉）
- ヴェロニカ・ゲリン（ウィリー・キーリー）
- ウォール・ストリート
- 麗しのサブリナ（アーネスト）※ソフト版
- 運命のボタン（ディック・バーンズ〈ホームズ・オズボーン〉）
- 運命の扉（馬車の老紳士）
- エア・バディ2（フィル〈ディック・マーティン〉）※機内上映版
- エイトメン・アウト
- 英雄スパルタカス ※テレビ東京版
- エグゼクティブ・チェイサー（リチャード・コーリス〈マイケル・オキーフ〉）
- エニイ・ギブン・サンデー ※日本テレビ版
- NYPD15分署 ※ソフト版
- エネミー・オブ・アメリカ（レニー〈グラント・ヘスロヴ〉）※フジテレビ版
- エリザベスタウン（サッド・ジョー）
- エリン・ブロコビッチ ※テレビ朝日版
- エベレスト 3D（ジョン・タースケ）
- エボリューション（ポールソン〈ウェイン・デュヴァル〉）※ソフト版
- エンパイア・オブ・ザ・ウルフ（アケルマン〈ディディエ・ソーヴグラン〉）
- オーシャンズ13（デニー・シールズ〈ジェリー・ワイントローブ〉、Dr.スタン）※フジテレビ版
- オーメン（スティーヴン・ヘインズ大使）
- おかしな二人（スピード〈ラリー・ヘインズ〉）※VOD版
- 俺らのマブダチ リッキー・スタニッキー（サマーヘイズ〈ウィリアム・H・メイシー〉）
- ガールファイト（カル）
- カサブランカ（ルノー署長〈クロード・レインズ〉）※PDDVD版
- 華氏911（ラリー・キング、トーマス・ケイン、メル・ストロイク、トーマス・ピッカードFBI長官代理、ジョン・コニャーズ）
- カジノ（ジョン・ナンス、チャーリー・クラーク〈リチャード・リール〉）
- オールウェイズ ※日本テレビ版
- 女刑事キャグニー＆レイシー パイロット版
- 影なき男（ハーヴェイ〈アンドリュー・ロビンソン〉）
- 華氏911
- 金城武 トラブル・メーカー（師匠〈ラウ・シュン〉、ギンパチ先生）
- キスキス,バンバン -L.A.的殺人事件（オウレリオ、ジェネロスビールCMのクマの声〈ローレンス・フィッシュバーン〉）
- きみに読む物語（ハリー）
- 君のいた永遠（ウォーレス〈ウィリアム・ソー〉）
- キムと森のオオカミ（ヨン〈ヨルゲン・ラングヘーレ〉）
- キャデラック・マン ※テレビ東京版
- ギャング・オブ・ニューヨーク（ホレス・グリーリー〈マイケル・バーン〉）※ソフト版
- キング・コング
- キングダム・オブ・ヘブン（ルノー・ド・シャティヨン〈ブレンダン・グリーソン〉）
- キンダガートン・コップ ※テレビ朝日版
- クーリエ 過去を運ぶ男（エディ・スティッチ〈マーク・マーゴリス〉）
- グォさんの仮装大賞（グォ〈シュイ・ホァンシャン〉）
- クリスマスがくれたもの（ジム〈ニール・クローン〉）
- クリスマス・プリンス（ミスター・ザバラ〈アンディ・ルーカス〉）
- クリスマス・プリンス: ロイヤル・ウェディング（ミスター・ザバラ〈アンディ・ルーカス〉）
- ゲスト（エメリー保安官〈ケヴィン・マクナルティ〉）
- 訣別の街（ジェームズ・ボーン）
- ゴースト・オブ・ミシシッピー
- ゴーストライダー（エドワーズ巡査）
- コーンヘッズ（クードリ）
- 恋におぼれて（マセソン）
- 恋のおかたづけしましョ!（ダグ・メンフォード〈デニス・リアリー〉）
- 恋人はパパ/ひと夏の恋（トム）
- 荒野の誓い（エイブラハム・ビッグス大佐〈スティーヴン・ラング〉）
- ゴッド・アーミー/復讐の天使（ラファイエル〈ウィリアム・プラエル〉）
- ゴッドファーザー・サガ
- コットンクラブ（ダッチ・シュルツ〈ジェームズ・レマー〉）※ソフト版
- コレリ大尉のマンドリン（ディミトリ）
- ゴンゾ宇宙に帰る（ドクター・フィル）
- 13デイズ（セオドア・C・ソレンセン〈ティム・ケレハー〉）※ソフト版
- サーフィン ドッグ（カルロス〈ジョージ・ロペス〉）
- 最凶家族計画（エド・ソロモン〈リー・メジャース〉）
- サイコ（ローリー社長〈ランス・ハワード〉）
- サイコ2001（マクダン〈ブライアン・コックス〉）
- サイモン・セズ（ジャック・テロア大佐）
- サイン・オブ・ゴッド（老司教〈ペーター・ガヴァイダ〉）
- ザ・ウォッチャー（ミッチ・キャスパー〈ロバート・チッチーニ〉）※テレビ東京版
- ザ・ガンマン（コックス〈マーク・ライランス〉）
- ザ・スナイパー（ランディ〈フィリップ・ベイカー・ホール〉）
- ザ・ダイバー（フロイド曹長〈グリン・ターマン〉）
- 殺人サイボーグ リタリエーター
- ザ・ネゴシエーター 交渉人（ネッド・スターク〈デヴィッド・カルーソ〉）
- ザ・ネスト（ホーマー〈スティーブン・デイヴィス〉）
- サバイバル・オブ・ザ・デッド（パトリック・オフリン〈ケネス・ウェルシュ〉）
- ザ・バンカー 巨大地下要塞（ハイドリッヒ〈クリストファー・フェアバンク〉）
- ザ・ハント（ジュリアス〈リード・バーニー〉）
- ザ・ファントム（クレブス市長〈レオン・ラッサム〉、ブリーン）※ソフト版
- ザ・フォッグ（レイサム）
- サンクチュアリ（フォスター・ウェルズ）
- 惨劇の週末（クインタナ〈エミリオ・グティエレス・カバ〉）
- 三銃士/王妃の首飾りとダ・ヴィンチの飛行船（ジュサック〈カーステン・ノルガード〉）※テレビ朝日版
- 幸せのちから ※日本テレビ版
- 幸せへのキセキ（ピーター・マクレディ〈アンガス・マクファーデン〉）
- 事件を追え
- ジェーン・エア（ブロクルハースト〈サイモン・マクバーニー〉）
- ジェーン・オースティンのエマ ※NHK-BS2版
- シェイクダウン ※テレビ朝日版
- ジェネラル 天国は血の匂い（裁判長）
- シティ・スリッカーズ（クッキー〈トレイシー・ウォルター〉、サル〈ロバート・コスタンゾ〉）※VHS版
- ジミー さよならのキスもしてくれない
- シャフト（アンクル・ジョン・シャフト〈リチャード・ラウンドトゥリー〉）
- シャフト（ジョン・シャフト・シニア〈リチャード・ラウンドトゥリー〉）
- シャレード（レオポルド・W・ギデオン）※ソフト版
- 13人の命（ナロンサック〈サハジャク・ブーンタナキット〉）
- ジョーズ 恐怖の12日間（ジョン・ニコルズ博士〈コリン・スティントン〉、ペリロ市長）
- 娼婦ベロニカ（デ・ラ・トーレ司教〈マイケル・カルキン〉）
- 少林サッカー（チンピラ）※日本公開版
- 処刑ライダー（ラグ〈クリント・ハワード〉）※テレビ朝日版
- ジョニー・イングリッシュ ※劇場公開版
- ジル・リップス 殺戮者（マックス・ピアース警部、デイヴ・ダニエルズ）
- ジレンマ/秒の追跡（ロス〈リチャード・リール〉）
- シンデレラ（ローワン国王〈ピアース・ブロスナン〉[79]）
- 心霊ドクターと消された記憶（ウィリアム・バウアー〈ジョージ・シェヴソフ〉）
- スター・ウォーズ エピソード5/帝国の逆襲（トレイ・カラン〈ボブ・アンダーソン〉）※テレビ朝日版
- スタンドアップ（グレイ・スチェット〈トム・バウアー〉）
- スティーヴ・オースティン/ザ・ダメージ（ディーコン〈ドネリー・ローズ〉）
- ステルスファイター（ピーターソン〈ウィリアム・サドラー〉）
- スナッチ（ダレン〈ジェイソン・フレミング〉）※ソフト版
- スピーシーズ 種の起源（ダン・スミスソン〈フォレスト・ウィテカー〉）※テレビ朝日版
- スピーシーズ2（大統領〈リチャード・ベルザー〉）※ソフト版
- スピード（ボブ、隊員1）※テレビ朝日版
- SPIRIT（霍元甲の父〈コリン・チョウ〉）
- スペースキャット（士官）
- スペースバンパイア ※テレビ朝日新録版
- スラッシュ!（ジェレマイア〈スティーヴ・レイルズバック〉）
- スリー・キングス（コンラッド・ピグ〈スパイク・ジョーンズ〉）※ソフト版
- 絶叫屋敷へいらっしゃい（ボーボー〈ダン・エイクロイド〉）
- ゼロ・トレランス（レオ・ガウト〈ペーター・アンデション〉）
- 戦火の馬（サイ・イーストン〈ゲイリー・ライドン〉）
- ソルジャー・ドッグス（チン〈チェン・ユーサン〉）
- ソルトン・シー（ヴァーン・プラマー〈R・リー・アーメイ〉）
- ダーククリスタル（皇帝〈ジェリー・ネルソン〉）※BD版
- ターミネーター（パンクのリーダー〈ビル・パクストン〉）※VHS版、（パンクA〈ブライアン・トンプソン〉）※テレビ東京版
- 第一の嘘（キンゼル〈ユアン・スチュワート〉）
- タイガーランド（マイター二等兵〈クリフトン・コリンズ・Jr〉）
- 大空港（ダニー）※日本テレビ新録版
- 第三の男（キャロウェイ少佐〈トレヴァー・ハワード〉）※PDDVD版
- ダイ・ハード4.0（モリーナ〈ジェリコ・イヴァネク〉）
- ダウン・イン・ザ・バレー（チャーリー〈ブルース・ダーン〉）
- ダウンタウン（ローウェル・ハリス〈ロン・カナダ〉）
- TAXi②（ピカール大佐、ファロ病院の医師）※ソフト版
- 007シリーズ
  - 007/オクトパシー（M〈ロバート・ブラウン〉）※ソフト版
  - 007/美しき獲物たち（M〈ロバート・ブラウン〉）※ソフト版
  - 007/リビング・デイライツ（M〈ロバート・ブラウン〉）※ソフト版
  - 007/消されたライセンス（M〈ロバート・ブラウン〉）※ソフト版、（モンテロンゴ）※TBS版
  - 007 トゥモロー・ネバー・ダイ（デイブ・グリーンウォルト〈コリン・スティントン〉、ブカーリン）※ソフト版
- ダブル・クライム（フレンスキー〈ダニエル・カッシュ〉）
- ダブル・ジョパディー（BMWのセールスマン〈フルヴィオ・セセラ〉）※ソフト版
- タンク・ガール（T・セイント〈アイス-T〉）
- ダンク・ブラザース/脱線ファンにご用心（デリック・レイク）
- ダンス・ウィズ・ウルブズ（エドワーズ）※ソフト版
- ダンス・ウィズ・ミー（バーテンダー）
- ダンテズ・ピーク（ウォーレン・クラスター）※テレビ朝日版
- チェイス・ザ・ドリーム
- チャック・ノリス in 地獄の銃弾（ムーア〈マーシャル・R・ティーグ〉）
- 超高層の死角
- 沈黙の戦艦（フリッカー）※ソフト版
- 沈黙の断崖（ロイド保安官）※ソフト版
- 沈黙のテロリスト（プルシンスキ〈ピーター・グリーン〉）
- 追跡者（シャン・チェン〈マイケル・ポール・チャン〉）※テレビ東京版
- ディープ・インパクト（スチュアート・ケイリー〈ブルース・ウェイツ〉）
- デイ・オブ・ザ・ディシジョン（クライスター・ハグランド少佐〈ステファン・サウク〉）
- テイク・シェルター
- ディスクローズ/葬られた秘密（弁護士〈マイケル・フリン〉）※配信版
- ディック&ジェーン 復讐は最高!（フランク・バスコム〈リチャード・ジェンキンス〉）
- ディナーラッシュ（フィッツジェラルド〈マーク・マーゴリス〉）
- デイライト（フランク・クラフト〈ダン・ヘダヤ〉）※ソフト版
- デス・キューブ（マリウス〈デヴィッド・マッカラム〉）
- 天才スピヴェット（トゥー・クラウズ〈ドミニク・ピノン〉）
- DENGEKI 電撃 ※日本テレビ版
- トークショー（ジョン・アゴーリア〈レニ・サントーニ〉）
- トータル・リコール ※テレビ朝日版
- トーマス・クラウン・アフェアー（ジョン・レイノルズ〈フリッツ・ウィーヴァー〉、ボビー・マッキンリー）※ソフト版
- DOOM（カーマック博士）
- トゥームレイダー ファースト・ミッション（ミスター・ヤッフェ〈デレク・ジャコビ〉[80]）
- 逃亡者（ルーズヴェルト）※テレビ朝日版
- トゥルー・ロマンス（警部〈エド・ローター〉）※日本テレビ版
- 遠い空の向こうに（レオン・ボールデン〈ランディ・ストリップリング〉）
- 時の面影（バジル・ブラウン〈レイフ・ファインズ〉）
- ドク・ソルジャー/白い戦場（フェリックス・ストーン）※ソフト版
- ドクター・ドリトル2（ダフ判事）※ソフト版
- ドク・ハリウッド（サイモン・ティドウェル〈レイ・バーク〉）※ソフト版
- ドッグレース（ジョン〈シド・ブリスベイン〉）
- ドム・ヘミングウェイ
- ドメスティック・フィアー（パターソン）
- ドラゴンストーム（ウェンズベリー王〈ジョン・ハンソン〉）
- トラブル・キッズ/マックス・キーブルの大逆襲（マック・グーグルス〈ジェフリー・ウェイスマン〉）
- トラブルボックス/恋とスパイと大作戦（マッギー〈ジョセフ・ソマー〉）
- トリプルX（ビクトール〈ジャン・フィリペンスキー〉）※ソフト版
- ドロップ・ゾーン（デュピューティ・ドッグ〈ロバート・ラサード〉、グレン・ブラックストン捜査官〈チャールズ・ボスウェル〉）※ソフト版
- ナイルの宝石 ※テレビ朝日版
- ナインスゲート（バーニー〈ジェームズ・ルッソ〉）※ソフト版
- 9デイズ（デンプシー）※フジテレビ版
- ナショナル・セキュリティ（ナーサックス〈スティーヴン・トボロウスキー〉）
- ナッティ・プロフェッサー クランプ教授の場合 ※日本テレビ版
- ナニー・マクフィーの魔法のステッキ（ジョウルズ）※ソフト版
- 20.30.40の恋（ジェリー〈レオン・カーフェイ〉）
- ネイビー・シールズ ※VHS版
- N.Y.殺人捜査線（ルディ〈ハーヴェイ・アトキン〉）
- N.Y.式ハッピー・セラピー（チャック〈ジョン・タトゥーロ〉）
- ノーマンズ・ランド ※テレビ東京版
- ノッティングヒルの恋人（マーティン〈ジェームズ・ドレイファス〉）※ソフト版
- ハーヴィ/裸のウサギを持つ男
- バーティカル・リミット（フランク・“チェーンソー”・ウィリアムス〈デヴィッド・ハイマン〉）※テレビ朝日版
- バーバー
- パーフェクト・ワールド ※ソフト版
- ハーレーコップ（テイラー〈ロバート・フォスター〉）
- バイオハザードIII（アルバート・ウェスカー〈ジェイソン・オマラ〉）※テレビ朝日版
- パイレーツ・オブ・カリビアン/最後の海賊（ピッグケリー）
- バスキア（シャンギ、暴漢〈サム・ロックウェル〉）
- バトルシップ
- 裸の銃を持つ逃亡者（ローマン）
- BATS 蝙蝠地獄（スワンベック博士）
- ハリウッド・スキャンダル（ノア・ディートリッヒ〈マーティン・シーン〉）
- ハンコック（重役〈マイケル・マン〉）
- バンディッツ（ローレンス・ファイフ支店長〈リチャード・リール〉）※日本テレビ版
- ハンナ（ネプラー（Mr.グリム）〈マルティン・ヴトケ〉）
- ピーター・パン
- ヒーロー/靴をなくした天使（ウィンストン〈モーリー・チェイキン〉）※日本テレビ版
- 光の旅人 K-PAX（ダンカン・フリン博士）
- ビッグ・トラブル（レオ）
- 瞳の奥の秘密（フォルトゥーナ判事）
- ビバリーヒルズ・コップ3（スネーク〈ルイス・ロンバルディ〉、遊園地の客〈ジョージ・ルーカス〉）※テレビ朝日版
- ビューティフル・ガールズ（ケヴ）
- ブーメラン（編集係〈メルヴィン・ヴァン・ピーブルズ〉）※ソフト版
- フールズ・ゴールド/カリブ海に沈んだ恋の宝石（サイラス〈デヴィッド・ロバーツ〉）
- ファングス（ディンター）
- フィアーズ・オブ・ウォー（レイ〈ボビー・ホセア〉）
- フィスト・オブ・レジェンド 怒りの鉄拳（芥川龍一〈ジャクソン・ルー〉）
- THE 4TH KIND フォース・カインド（エイブル・キャンポス博士〈イライアス・コティーズ〉）
- 不思議の国のアリス（白い騎士〈クリストファー・ロイド〉）
- プライスレス 素敵な恋の見つけ方（ジル）
- プライベート・ライアン（デウィンド中尉〈リーランド・オーサー〉、年老いたライアン〈ハリソン・ヤング〉）※ソフト版
- ブラック・ダリア（テッド・グリーン〈トロイ・エヴァンス〉）
- ブラックハット
- ブラックホーク・ダウン（クリフ・"エルヴィス"・ウォルコット准尉〈ジェレミー・ピヴェン〉）※テレビ東京版
- プラトーン（キング〈キース・デイヴィッド〉）※ソフト版、（ビッグ・ハロルド〈フォレスト・ウィテカー〉）
- フリーダム・ストライク（ラマ〈ジェイ・アンソニー〉）
- ブリッジ・オブ・スパイ（イヴァン・シスキン〈ミハイル・ゴアヴォイ〉）
- プルート・ナッシュ
- ブルーノ
- フル・スロットル 烈火戦車（カーロウ〈チン・カーロウ〉）
- フル・ブラスト
- プロムナイト（ウィン刑事〈イドリス・エルバ〉）
- ベイビー・トーキング（警備課長）※VHS版
- ベイルート（ドナルド・ゲインズ〈ディーン・ノリス〉）
- 弁護人（リッター〈ハンネス・イェーニッケ〉）
- ヘンゼル & グレーテル（ベリンジャー保安官〈ピーター・ストーメア〉）
- ボーイズ・オン・ザ・サイド
- ポセイドン・アドベンチャー（マニー・ローゼン〈ジャック・アルバートソン〉）※BS-TBS版
- ホットゾーン（ジャック・クローリー〈ジム・ストーム〉）
- ボブ・クレイン 快楽を知ったTVスター（神父〈ドン・マクマナス〉）
- ポルターガイスト ※テレビ朝日版
- ホワイトハウス狂騒曲 ※フジテレビ版
- ホワイト・フィアー（アフォルター）
- マーサ・ミーツ・ボーイズ
- マイ・ジャイアント（医師〈ローレンス・プレスマン〉、ネイトおじさん、ホットドッグ売り〈アジェイ・ナイデュ〉、ラビ）
- マスク（ティルトン市長）※日本テレビ版
- マスター・アンド・コマンダー（キリック）
- マッケンナの黄金（神父〈レイモンド・マッセイ〉）※ソフト版
- マップ・オブ・ザ・ワールド（ポール・ルヴェルディ〈アーリス・ハワード〉）
- マネーボール（ロン・ワシントン〈ブレント・ジェニングス〉）
- まぼろし（検視官）
- 真夜中のサバナ（ルーサー・ドリッガーズ〈ジェフリー・ルイス〉）
- マン・オブ・スティール（エミール・ハミルトン博士〈リチャード・シフ〉）
- マングラー2（ブレイディーン校長〈ランス・ヘンリクセン〉）
- ミシェル（シモン）
- Mr.ダマー2 1/2（カート）
- ミスター・ロンリー（チャップリン〈ドニ・ラヴァン〉）
- ミスティック・リバー
- ミステリー・メン（ヘラー博士〈トム・ウェイツ〉）
- ミッション:インポッシブル（フランク・バーンズ〈デイル・ダイ〉）※テレビ朝日版
- ミラグロ/奇跡の地（ショーティ〈ジェームズ・ギャモン〉）
- ミリオンダラー・アーム（レイ・ポイトヴィント〈アラン・アーキン〉）
- 息子の部屋（マッシモ）
- 名探偵ピカチュウ（ハワード〈ビル・ナイ〉[81]）
- 女神が家にやってきた（ウィドー〈スティーヴ・ハリス〉）
- メメント（医者〈トーマス・レノン〉）
- メルトダウン・クライシス（ダグラス機長）
- メン・イン・ブラック2（ベン〈ジャック・ケーラー〉）※劇場公開版
- モール・コップ/ラスベガスも俺が守る!（ソウル・ガンダーマット〈ゲイリー・ヴァレンタイン〉）
- もしも昨日が選べたら（テッド・ニューマン〈ヘンリー・ウィンクラー〉）
- 目撃（検視官）※ソフト版
- ユニコーン・キラー（アーサー・ホイットラー〈ジョセフ・ソマー〉）
- ユニバーサル・ソルジャーシリーズ
  - ユニバーサル・ソルジャー（ハンク）※ソフト版
  - ユニバーサル・ソルジャーII（ジャック・カメロン中佐、ジョン・デブロー）
  - ユニバーサル・ソルジャー:リジェネレーション（ロバート・コリン博士）
- ラスト・ボーイスカウト（ビッグ・レイ・ウォルストン）※ソフト版
- ラッキーナンバー7
- ラビナス（ライク2等兵〈ニール・マクドノー〉）
- ラブ・アペタイザー（バット〈フレッド・ウォード〉）
- ラブ&クライム（フィリップ）
- ランナウェイ（牧師〈ランス・ハワード〉、ローランド）
- リーサル・ウェポン2/炎の約束（リッキー〈ジャック・マクギー〉）※テレビ朝日版
- レオン（マチルダの父〈マイケル・バダルコ〉、SWATチーフ、警官 他）※テレビ朝日版
- レジェンド・オブ・フォール/果てしなき想い（デッカー〈ポール・デスモンド〉）※BD版
- レジェンド 三蔵法師の秘宝（インの父〈ウィンストン・チャオ〉、敦煌の僧〈ラン・シャン〉）
- レプティリア（シャーキン）
- レマゲン鉄橋（アンジェロ軍曹〈ベン・ギャザラ〉）※テレビ東京新録版
- レ・ミゼラブル（ラフィット）
- ロード・オブ・ドッグタウン（ドニー〈ウィリアム・メイポーザー〉）
- ロード・トゥ・ヘル（マーフ）
- ロード・レノックスと秘密の城（ドラモンド〈セップ・ショーアー〉）
- ロシアン・ルーレット（ミューレン警部〈デヴィッド・ザヤス〉）
- ロニートとエスティ 彼女たちの選択（クルシュカ〈アントン・レッサー〉）
- ロビンとマリアン（砦を守る老兵）※ソフト版
- ロマンシング・アドベンチャー/キング・ソロモンの秘宝 ※テレビ東京版
- ロング・エンゲージメント（プチ・ルイ、郵便配達員〈ジャン＝ポール・ルーヴ〉）
- ワイルド・タウン/英雄伝説（クリス・ヴォーン・シニア〈ジョン・ビーズリー〉）
- ワルキューレ（フリードリヒ・オルブリヒト大将〈ビル・ナイ〉）
- ワンダーランド ロード・レノックス最後の冒険（ドラモンド〈セップ・ショーアー〉）
- ワンダーランド ロード・レノックスと光の騎士（ドラモンド〈セップ・ショーアー〉）
- ワン・ナイト・スタンド（マーヴ〈トーマス・コパッチ〉）

#### ドラマ
- iCarly（バッキー）
- アウトランダー（タラン・マクウォーリー〈ダグラス・ヘンシュオール〉）
- アガサ・クリスティー 蒼ざめた馬（スタンリー・ルジューン警部〈ショーン・パートウィー〉）
- アガサ・クリスティー ミス・マープル バートラム・ホテルにて（ペニファザー牧師）
- アメリカン・クライム・ストーリー/O・J・シンプソン事件（ジョニー・コクラン〈コートニー・B・ヴァンス〉）
- アンダーカバー・ボス5 社長潜入調査
- アンフォゲッタブル 完全記憶捜査（フランク・ハーバート）
- IT ※NHK-BS2版
- WITHOUT A TRACE/FBI 失踪者を追え!（カイル、アドラー）
- 宇宙船レッド・ドワーフ号
- NCIS 〜ネイビー犯罪捜査班 シーズン6 #9（テッド・バンクストン〈デビッド・エイゲンバーグ〉）
- エル・チャポ（クラウディオ）
- エレメンタリー2 ホームズ&ワトソン in NY（ティム・シェリントン〈ラルフ・ブラウン〉）
- オールイン 運命の愛（チョン・ジュニル〈チョン・ホビン〉）
- オルデンハイム〜12の悲劇〜（ルート・ヨンカース〈アウス・ブレイダーナス〉）
- カウボーイビバップ（ジョビン〈ルッツ・ハルプヒューブナ〉）
- 恐竜家族（ジョン〈サム・マクナリー〉）
- グッド・ファイト3（ブラッド・ケイマン〈ロジャー・バート〉）
- クリプトン（ヴァル＝エル〈イアン・マッケルヒニー〉）
- クリミナル・マインド FBI行動分析課
  - シーズン3（フランク・ヤーブロー刑事〈マイケル・オニール〉）
  - シーズン4（ポール・シルヴァーノ神父〈カーメン・アルジェンツィアノ〉）
  - シーズン5（ギル・ハーデスティ刑事〈ヴィンセント・グアスタフェロ〉）
  - シーズン8（E.J.トレス）
  - シーズン11（アーサー・ギブ〈ジョゼフ・カラーリ〉）
- クリミナル・マインド 特命捜査班レッドセル（ジャック・フィックラーFBI長官〈リチャード・シフ〉）
- クレイジーヘッド（カラム〈トニー・カラン〉）
- グレイズ・アナトミー 恋の解剖学（リチャード・ウェーバー〈ジェームズ・ピケンズ・Jr〉）
- 刑事ナッシュ・ブリッジス（ビッグ・タイニー〈キース・ハーベイ〉）
- 刑事フォイル（ターナー中佐〈マーティン・ターナー〉）
- コールドケース6（ジャック・ダビンスキー〈ジェフ・コーバー〉）
- 項羽と劉邦 King's War（范増〈スン・ハイイン〉）
- 荒野の七人（ジョサイア・サンチェス〈ロン・パールマン〉）
- ザ・スパイ -エリ・コーエン-（スイダニ〈アレクサンダー・シディグ〉）
- 殺人を無罪にする方法
- ザ・プラクティス ボストン弁護士ファイル（ジョン・モナハン〈ロバート・パイン〉）
- CSI:科学捜査班
  - シーズン3（ダニエル・イーストン〈マイケル・オキーフ〉）
  - シーズン5（ロジャー・ストークス判事〈ニックの父〉〈アンドリュー・プライン〉）
  - シーズン11（アーヴィン・ソープ〈レイモンド・J・バリー〉）
- CSI:ニューヨーク5（ジョエル・ポールソン弁護士、ジョージ・サバール〈シェリー・バーマン〉）
- CSI:マイアミ
  - シーズン1（バシリオ〈イースト・カルロ〉）
  - シーズン2（ロバート・マッケンジー〈カリー・グレアム〉）
  - シーズン3（イアン〈ウィリー・ガーソン〉）
  - シーズン9（ウェスリー・ヘイバック〈チェルシー・ロス〉）
  - シーズン10 ザ・ファイナル（ダン・トーリング〈ジェームズ・エックハウス〉）
- シークレット・ガーデン（ライムの父）
- シャーロック・ホームズの冒険 三破風館（スートロー弁護士）
- 私立探偵ダーク・ジェントリー（ゴードン・リマー〈アーロン・ダグラス〉）
- SUITS/スーツ（ハリー・サンタナ〈ホセ・ズニーガ〉）
- スキャンダル4 託された秘密（ジョージ・リード〈デイヴィッド・アンドリュース〉）
- スタートレック:ディープ・スペース・ナイン シーズン3 #11、12（ヴィン〈ディック・ミラー〉）
- スポーツという名の宗教（ジョン・セクストン）
- 第一容疑者8 姿なき犯人（ラリー・ホール警視正〈マーク・ストロング〉）
- 太王四神記（ヒョンジュン）
- ダ・ヴィンチ ミステリアスな生涯（ダ・ヴィンチ〈フィリップ・ルロワ〉）※DVD版
- ダメージ3（スチュアート・ゼデック〈ドミニク・チアニーズ〉）
- チェオクの剣（チョ・チオ）
- チェルノブイリ（ニコライ・フォーミン〈エイドリアン・ローリンズ〉）
- The Tick/ティック〜運命のスーパーヒーロー〜（テラー〈ジャッキー・アール・ヘイリー〉）
- デスパレートな妻たち5（フィッシュマン）
- デスパレートな妻たち6（ロイ・ベンダー〈オーソン・ビーン〉）
- デューン/砂の惑星（ユエ）
- 24 -TWENTY FOUR-（ビル・ブキャナン〈ジェームス・モリソン〉）
- ドラゴン&ウォリアー（モードー）
- ナース・ジャッキー4（校長）
- NUMBERS 天才数学者の事件ファイル シーズン4（ウィリアム・フレイリーFBI捜査官〈ジェリコ・イヴァネク〉）
- ノー・セカンドチャンス 〜身代金の罠〜（ポール・ピスティル警視〈リオネル・アスティエ〉）
- ハイテク武装車バイパー シーズン2（レイモンド、管理者）
- PERSON of INTEREST 犯罪予知ユニット
  - シーズン3（キャメロン刑事）
  - シーズン4（アリ・ハサン〈ナヴィド・ネガーバン〉）
- パワーレンジャー（アイガイ）
- HAWAII FIVE-0（タニー〈ジョエル・ムーア〉）
- 犯罪捜査官ネイビーファイル（ヴィクトル・ルーショフ〈ウィリアム・モーガン・シェパード〉）
- フィアー・ザ・ウォーキング・デッド（ジョン・ドリー・シニア〈キース・キャラダイン〉）
- ふたりは最高!ダーマ&グレッグ
  - シーズン4 #22（ジミー）
  - シーズン5 #19（レオ）
- フラーハウス（Dr.フレッド・ハーモン〈ロビン・トーマス〉）
- プライベート・プラクティス3 迷えるオトナたち #3、#11（リチャード・ウェーバー〈ジェームズ・ピケンズ・Jr〉）
- ブラインドスポット タトゥーの女（ジョーンズ〈ブライアン・オニール〉）
- THE BLACKLIST/ブラックリスト（フランク・ゴードン〈トーマス・コパッチ〉）
- フラッシュポイント -特殊機動隊SRU-（ジョージ・オーストン）
- プリズン・ブレイク（リチャード・サリンズ〈キム・コーツ〉）
- FRINGE/フリンジ
  - シーズン1（ブライアン）
  - シーズン2（ゴライトリー保安官）
- ブル〜ウォール街への挑戦〜（ロバート・カイザー〈ドナルド・モファット〉）
- VEGAS/ベガス（アンソニー・レッド・チェベリ〈ジェームズ・ルッソ〉）
- ホームカミング シーズン2（レナード・ガイスト〈クリス・クーパー〉）
- HOMELAND（アブ・ナジール〈ナヴィド・ネガーバン〉）
- BONES シーズン6 #2（ゲイリー・ネスビット〈スコット・マイケル・キャンベル〉）
- 冒険野郎マクガイバー
  - シーズン1 #21（ボロフ軍曹）
  - シーズン2 #4（ジー〈コナン・リー〉）、#5（ルーサー）、#16（ウィリー）、#18（警官）
- 僕の彼女は九尾狐（テウンの祖父）
- ホテル・バビロン（アダム）
- ホワイトハウス・ファームの惨劇 〜バンバー家殺人事件〜
- ホワイトライン（アンドレウ・カラファト〈ペドロ・カサブランク〉）
- マンダロリアン（ヘルゲイト長官〈クリストファー・ロイド〉）
- Marvel ルーク・ケイジ（ヘンリー・“ポップ”・ハンター〈フランキー・フェイソン〉）
- ミディアム 霊能者アリソン・デュボア（ワット弁護士〈コナー・オファレル〉）
- ミディアム7 最終章（ジョシュ・ホイットマン）
- ヤングライダーズ シーズン1 #21（トーマス・クレイヴェン）
- 愉快なシーバー家（チョウザメ一家、ミルズ巡査）
- 楊家将（楊洪）
- ラスベガス（シーゲル〈カート・フラー〉）
- レオナルド 〜知られざる天才の肖像〜（ピエロ・ソデリーニ〈コッラード・インヴェルニッツィ〉）
- レ・ミゼラブル（マブーフ〈ドナルド・サンプター〉）
- 連城訣（花鉄幹）
- LAW & ORDER シーズン15（ネイサン・フォッグ〈フリッツ・ウェーバー〉）
- 私はラブ・リーガル3（ジェフ・ヘンスレー〈トム・ノーウィッキー〉）
- ONE PIECE（ガープ〈ヴィンセント・リーガン〉[82]）

#### アニメ
- おくびょうなカーレッジくん（ドクター・ジャールスト）
- おさるのジョージ（整備士、ヒデキ）
- ケチャップ（お客、ハギス）
- ザ・シンプソンズ（マーク・ハミル）
- 少女チャングムの夢（キム・ユ）
- SING/シング（給仕長）
- スター・ウォーズ 反乱者たち（クアリー）
- タンタンの冒険（ミツヒラトの手下）
- ドナルドの恐怖の一夜（本の語り手、J・ハロルド・キング）※BVHE版
- トムとジェリー ショー（ペコスおじさん）
- トムとジェリーテイルズ（アンクル・ペコス 他）
- トランスフォーマー ザ・リバース（ブレインストーム[83]、アルファ・トライオン[83]、ミスファイアー[84]）
- ハウス・オブ・マウス（ビッグ・バット・ウルフ）
- バットマン
- バットマン:ブレイブ&ボールド（プロフェッサー・マイロ）
- ヘラクレス（ブーツ）
- ホートン/ふしぎな世界のダレダーレ（ナレーター）
- モンスター・ホテル クルーズ船の恋は危険がいっぱい?!（ヴラッド[85]）
- リセス 〜ぼくらの夏休みを守れ!〜（ロゼッタル博士、教育委員会の委員長 他）
- LEGO スター・ウォーズ/フリーメーカーの冒険（クアリー）
- 9 〜9番目の奇妙な人形〜（科学者、独裁者）
- 機動戦士ガンダム 復讐のレクイエム（アルフィー・ザイドス〈ギアヘッド〉[86]）

### ナレーション
- 7男2女11人の大家族石田さんチ!（日本テレビ）
- 直撃LIVEグッディ!（フジテレビ）

### ボイスオーバー
- 伊藤淳史のサウジアラビア紀行（2018年、テレビ東京）
- サイエンスミステリー（フジテレビ）
- CIA秘められた真実（BSプライムタイム）
- スーパープレゼンテーション（NHK-Eテレ） - ダン・フィリップスの声
- 世紀の戦車対決（ディスカバリーチャンネル）
- 地球ドラマチック（NHK教育）
  - 「タイムスリップ! 恐竜時代 ザ・メーキング」（1999年）
  - 「巨大いん石の衝突」（2004年）
  - 「追跡!ドラゴン伝説」（2004年）
  - 「誕生!超大型旅客機 〜開発の舞台裏〜」（2015年）
  - 「崖っぷちの灯台お引っ越し大作戦」（2016年）
  - 「ポンペイ 石こう像の新事実」（2019年）
  - 「徹底解剖!マヤ遺跡」（2019年）
- ハイビジョン特集フロンティア（NHKデジタル衛星ハイビジョン）
- BS世界のドキュメンタリー（NHK BS1）
  - 「ニューヨーク LGBT運動の夜明け」（2021年）
  - 「神の子マラドーナの光と影」（2022年）
  - 「カラーでよみがえる大英帝国 戦争へのカウントダウン」（2022年）
- フロム・ジ・アース/人類、月に立つ（NHK-BS2）
- ボクらを作ったクリスマス映画たち『ナイトメアー・ビフォア・クリスマス』（Netflix） - ヘンリー・セリックの声
- ロックなワンちゃん ブッカブー 〜いっしょに絵本を読もう!〜（Amazon Prime Video） - ブルース・グリーンウッドの声
- 世界が騒然！本当にあった㊙衝撃ファイル（テレビ東京）
  - 大どんでん返しSP（2021年）
  - 完全犯罪ミステリーSP（2022年）
  - 未確認生物＆変死事件SP（2022年）
  - 超常現象＆怪事件SP（2023年）
- 南極恐竜 知られざる命の物語（2022年、NHKBS1）

### 舞台
- クロジ公演
  - 第17回公演「いと恋めやも」（2018年） - 春日宗伝
- 劇団あかぺら倶楽部公演
  - 第15回公演「塩祝申そう」（2000年） - 浜倉謙三
  - 第20回公演「煙が目にしみる」（2002年） - 北見栄治
- 劇団ヘロヘロQカムパニー公演
  - 第16回公演「SYU-RA煉 生キルカ死ヌカ」（2006年） - 平次
  - 第20回公演「八つ墓村」（2008年） - 田治見久弥、要蔵、庄左衛門
  - 第24回公演「悪魔が来りて笛を吹く」（2010年） - Y先生
  - 第25回公演「魔界転生」（2011年） - 宮本武蔵、演出協力
  - 第26回公演「ホタエナッ!! 〜Who Killed Ryoma?〜」（2011年） - 木村
  - 第27回公演「獄門島」（2012年） - 村瀬幸庵
  - 第28回公演「リザードマン 〜Bitter Pain Dolls〜」（2013年） - 滝上耕造
  - 第32回公演「無限の住人」（2016年） - 浅野虎行、伊羽研水
  - 第34回公演「犬神家の一族」（2017年） - 大山神主
  - 第35回公演「舞台版・声優に死す〜other side〜」（2017年） - 白鷺利光、ナレーション
  - 第36回公演「無限の住人〜完結編〜」（2018年） - 阿葉山宗介
  - 第38回公演「冒険秘録 菊花大作戦」（2019年） - 明治天皇
- project☆＆p2
  - 「汝、知り初めし逢魔が刻に…」（2010年） - 勘次郎

### その他コンテンツ
- S.S.D.S. - 中管制官 ※声の出演
  - DVD 1「御名刺代わり」（2005年）
  - DVD 2「初夏の診察会」（2006年）
  - DVD 3「秋の大診察会」（2006年）
  - DVD 4「2007 秋の診察会」（2007年）
  - DVD 5「2008 初冬の診察会」（2008年）
  - DVD 6「2009 秋の贅沢診察会」（2009年）
  - DVD 7「2010 魅惑の診察会」（2010年）
  - DVD 8「2011 秋もたっぷり診察会」（2011年）
  - DVD 9「2012 とことん診察会4」（2012年）
  - DVD 10「2014 S.S.D.S歌謡祭」（2014年）
- オーディオブック『銀河英雄伝説「ダゴン星域会戦記」』（ジョアン・パトリシオ）

## ディスコグラフィ

### キャラクターソング
| 発売日         | 商品名                                           | 歌                                       | 楽曲               | 備考                            |
| -------------- | ------------------------------------------------ | ---------------------------------------- | ------------------ | ------------------------------- |
| 2005年12月21日 | Super Stylish Doctors Songs 2「Ten Supplements」 | 沢登達哉（松本保典）＆中管制官（中博史） | 「さよならの吐息」 | 『S.S.D.S.』関連曲              |
| 2015年1月28日  | ONE PIECE ニッポン縦断!47クルーズCD in 神奈川    | モンキー・D・ガープ（中博史）            | 「心の港」         | テレビアニメ『ONE PIECE』関連曲 |

### シリーズ一覧
1. ↑  第3作『3』（1989年 - 1990年）、第4作『'91』（1991年）、特別編『ザ・シークレット・サービス』（1996年1月5日）
2. ↑  第1期（1989年）、第2期『なんでも商会』（1989年）
3. ↑  第1期（1991年）、第2期『2』（1992年）
4. ↑  第1作（1997年）、第2作『勇者王ガオガイガーFINAL GRAND GLORIOUS GATHERING』（2005年）
5. ↑  第1期『first season』（1999年）、第2期『second season』（2003年）
6. ↑  第1作（2001年 - 2003年）、第2作『完結編』（2009年）
7. ↑  『ONE PIECE』（2001年 - 2024年）、『“3D2Y”』（2014年）、『アドベンチャー オブ ネブランディア』『エピソードオブサボ』（2015年）
8. ↑  第1作（2002年）、第2作『フルメタル・パニック？ ふもっふ』（2003年）
9. ↑  第1期（2002年）、第2期『ごおるでん』（2003年）、第3期『わんだほう』（2004年）、第4期『ちゃあみんぐ』（2005年）
10. ↑  第1期（2004年 - 2005年）、第2期『Max Heart』（2005年 - 2006年）
11. ↑  『Yes!プリキュア5』（2007年 - 2008年）、続編『Yes!プリキュア5GoGo!』（2008年 - 2009年）
12. ↑  第1期（2007年 - 2008年）、第2期『CLANNAD 〜AFTER STORY〜』（2009年）
13. ↑  第1期（2007年）、第2期『翼竜伝説』（2008年）
14. ↑  『夜桜四重奏 〜ヨザクラカルテット〜』（2008年）、『夜桜四重奏 〜ハナノウタ〜』（2013年）
15. ↑  第1期（2014年）、第2期『セカンドシーズン』（2015年 - 2016年）、第3期『烏野高校 VS 白鳥沢学園高校』（2016年）、第4期『TO THE TOP』第1クール（2020年）、第4期『TO THE TOP』第2クール（2020年）
16. ↑  第1期（2014年）、第2期『来訪者編』（2020年）
17. ↑  第1シリーズ（2016年）、第2シリーズ（2017年）
18. ↑  第2期『2』（2016年）、第3期『3』（2024年）
19. ↑  第1シーズン（2016年）、第2シーズン（2016年）、第3シーズン（2019年）
20. ↑  【デュエル・マスターズ（2017年版）】

第3期『デュエル・マスターズ!!』（2020年）

【デュエル・マスターズ キング】

第1期（2020年 - 2021年）
21. ↑  第1シリーズ（2020年）、第3シリーズ（2022年）
22. ↑  第3シリーズ（2021年）、第4シリーズ（2022年）
23. ↑  第1期（2021年）、第2期『2』（2024年）
24. ↑  シーズン1（2021年）、シーズン2（2022年）
25. ↑  第1クール（2022年）、第3クール『-相剋譚-』（2024年）
26. ↑  第1期（2023年）、第2期『神覚者候補選抜試験編』（2024年）
27. ↑  『III』（2007年）[47]、『IV』（2008年）[48]、『V』（2008年）[49]、『VIII』（2011年）[50]、『IX』（2012年）[51]、『X』（2012年）[52]
28. ↑  『F』（2000年）、『F.I.F』（2001年）
29. ↑  『海賊無双』（2012年）、『海賊無双2』（2013年）、『海賊無双3』（2015年）、『海賊無双4』（2020年）

### 初出話一覧
1. 1 2 3 4 5  第3話初出
2. 1 2 3 4 5 6 7 8 9 10  第1話初出
3. 1 2  第17話初出
4. 1 2 3 4  第20話初出
5. 1 2 3 4 5  第9話初出
6. 1 2  第13話初出
7. ↑  第44話初出
8. 1 2  第23話初出
9. ↑  第28話初出
10. 1 2  第12話初出
11. ↑  第25話初出
12. ↑  第26話初出
13. ↑  第46話初出
14. ↑  第24話初出
15. 1 2 3  第2話初出
16. ↑  第7話初出
17. ↑  第15話初出
18. ↑  第19話初出
19. 1 2  第22話初出
20. 1 2 3  第10話初出
21. ↑  第36話初出
22. ↑  第42話初出
23. ↑  第32話初出
24. 1 2  第5話初出
25. 1 2  第38話初出
26. ↑  第4話初出
27. ↑  第121話初出
28. ↑  第141話初出
29. 1 2  第6話初出
30. ↑  第8話初出
31. ↑  第11話初出